# James Spader
James Todd Spader (født 7. februar 1960 i Boston i Massachusetts) er en amerikansk skuespiller. Han er mest kendt for sine excentriske roller som i Secretary, Sex, løgn og videotape, Stargate, Crash og sidst i tv-serierne Boston Legal og The Blacklist. Han har vundet to Emmy Awards for sine roller i Boston Legal og Forsvarerne som advokaten Alan Shore. Han medvirkede i 2014 i Western-filmen The Homesman.

## Udvalgt filmografi

### Film
| År   | Titel                   | Rolle              |
| ---- | ----------------------- | ------------------ |
| 1985 | Tuff Turf               | Morgan Hiller      |
| 1989 | Sex, løgn og videotape  | Graham Dalton      |
| 1990 | Bad Influence           | Michael Boll       |
| 1990 | Grænseløst begær        | Max Baron          |
| 1991 | True Colors             | Tim Geritty        |
| 1994 | Wolf                    | Stewart Swinton    |
| 1994 | Stargate                | Dr. Daniel Jackson |
| 1996 | Crash                   | James Ballard      |
| 2000 | The Watcher             | Joel Campbell      |
| 2012 | Secretary               | E. Edward Grey     |
| 2014 | The Homesman            | Aloysius Duffy     |
| 2015 | Avengers: Age of Ultron | Ultron             |

### Tv-serier
| År        | Titel         | Rolle                    | Note(r)    |
| --------- | ------------- | ------------------------ | ---------- |
| 2003–04   | Forsvarerne   | Alan Shore               | 22 afsnit  |
| 2004–08   | Boston Legal  | Alan Shore               | 101 afsnit |
| 2011–12   | The Office    | Robert California        | 19 afsnit  |
| 2013-2023 | The Blacklist | Raymond "Red" Reddington | 146 afsnit |